# HD 186302
Désignations
HD 186302 est une étoile de la constellation du Paon qui pourrait être une jumelle du Soleil. Elle se trouve à 185 années-lumière de la Terre.

## Découverte
Une équipe de chercheurs menée par Vardan Adibekyan a identifié l'étoile durant le projet Ambre qui a pour objectif d'identifier les étoiles qui seraient nées en même temps que le Soleil, avec la même signature spectrale que celui-ci, afin d'identifier la nébuleuse de naissance de notre astre.
En 2014, l'étoile HD 162826 avait été identifiée comme meilleur jumeau solaire connu, mais HD 186302 est encore plus semblable à notre étoile.

### Publications scientifiques
- [Adibekyan et al. 2018] (en) Vardan Adibekyan, P. de Laverny, A. Recio-Blanco et al., « The AMBRE project: searching for the closest solar siblings » [« Le projet AMBRE : recherche du plus proche frère du Soleil »], Astronomy & Astrophysics, vol. 619,‎ novembre 2018, A130 (19 pages) (DOI 10.1051/0004-6361/201834285, Bibcode 2018A&A...619A.130A, arXiv 1810.01813, lire en ligne). Les co-auteurs de l'article sont Vardan Adibekyan, P. de Laverny, A. Recio-Blanco, Sergio G. Sousa, E. Delgado-Mena, G. Kordopatis, A. C. S. Ferreira, Nuno C. Santos, A. A. Hakobyan et M. Tsantaki.

### Communiqués de presseet articles institutionnels
- [IAstro 2018] (pt + en) Institut d'astrophysique et de sciences de l'espace, « Detetada uma irmã gémea do Sol / A solar sibling identical to the Sun », News,‎ 16 novembre 2018 (lire en ligne)
- [INSU 2018] Institut national des sciences de l'univers, Centre national de la recherche scientifique, « Découverte d’une des étoiles jumelles du Soleil », Actualités du CNRS-INSU,‎ 21 décembre 2018 (lire en ligne)

### Articles de vulgarisation
- [Lesage 2018] Nelly Lesage, « Presque toutes les étoiles ont une jumelle : celle de notre soleil a peut-être été découverte - Sciences - Numerama », Numerama,‎ 21 novembre 2018 (lire en ligne, consulté le 23 novembre 2018).
- [Sacco 2018] Laurent Sacco, « Le jumeau perdu du Soleil aurait été retrouvé à 184 années-lumière ! », Futura,‎ 21 novembre 2018 (lire en ligne, consulté le 26 novembre 2018).
- [Starr 2018] (en-GB) Michelle Starr, « Astronomers May Have Just Discovered Our Sun's Long-Lost Identical Twin », ScienceAlert,‎ 20 novembre 2018 (lire en ligne, consulté le 23 novembre 2018).